# Starsky & Hutch (filme)
Starsky & Hutch (br: Starsky & Hutch - Justiça em Dobro; pt: Starsky & Hutch) é um filme americano de 2004, dirigido por Todd Phillips e estrelado por Ben Stiller e Owen Wilson, inspirado na série de televisão homônima dos anos 70.
O filme foi realizado em tom de comédia, diferente do seriado, um drama ficcional sobre o dia a dia de uma dupla de policiais civis no combate ao crime da cidade fictícia de 'Bay City'. O criador e roteirista da série original, William Blinn, também foi um dos autores do roteiro do longa-metragem. Os atores que fizeram os papéis originais na série de tv dos anos 70, Paul Michael Glaser (Starsky) e David Soul (Hutch) fazem uma pequena aparição no fim do filme.

O filme custou 60 milhões de dólares e faturou mais de US$170 milhões em todo mundo.

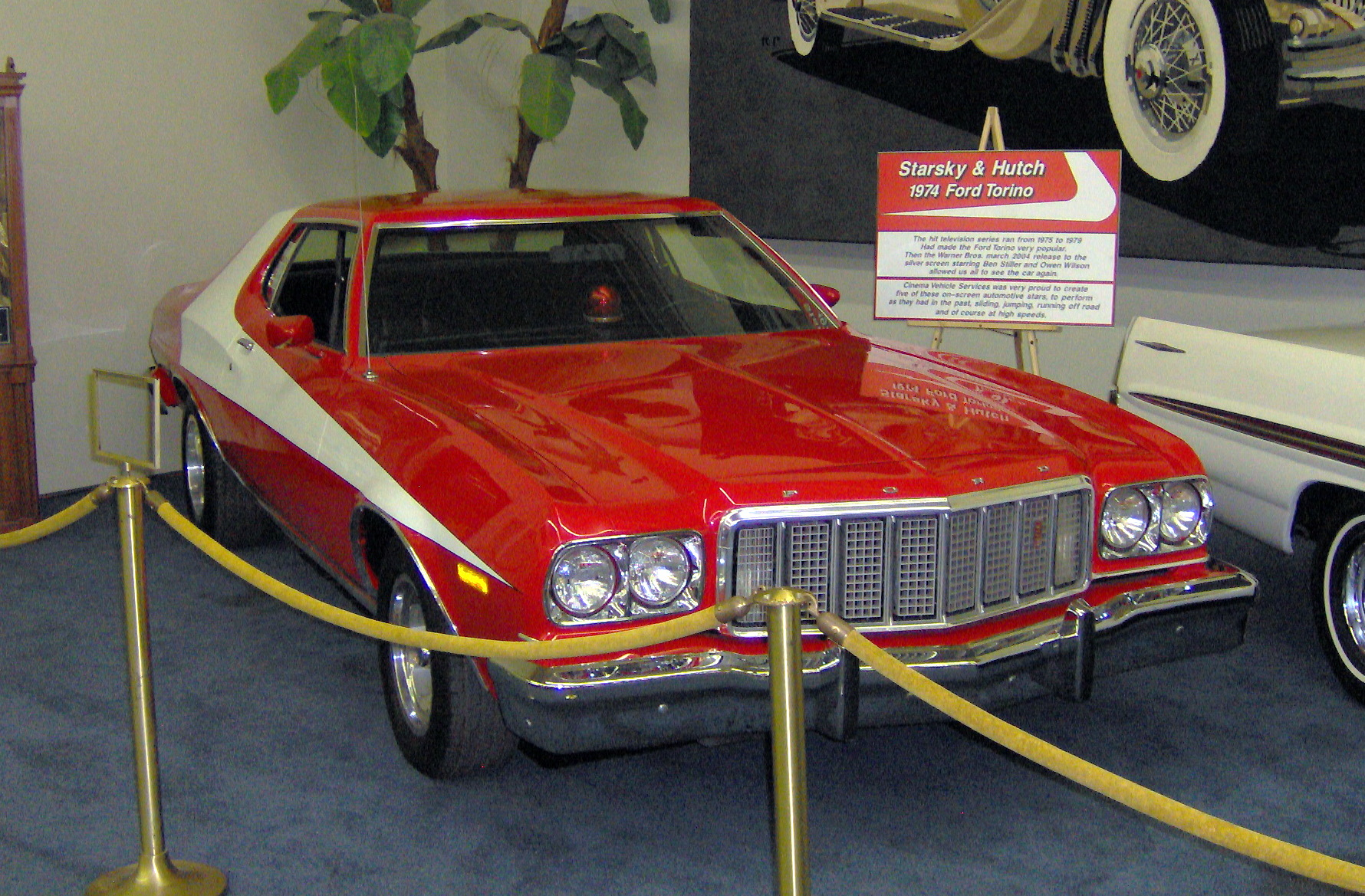
O Ford Gran Torino original da série de TV, usado no filme de 2004.

## Elenco
- Starsky - Ben Stiller
- Hutch - Owen Wilson
- Huggy Bear - Snoop Dogg
- Capitão Doby - Fred Williamson
- Reese Feldman - Vince Vaughn
- Kitty - Juliette Lewis
- Holly - Amy Smart
- Stacey - Carmen Electra
- Chau - George Kee Cheung
- Manetti - Chris Penn
- Sra. Feldman - Molly Sims
- Willis - Jeffrey Lorenzo
- Terrence Meyers - David Pressman